# IPhone SE (2022)
De iPhone SE uit 2022 (officieel derde generatie iPhone SE) is een smartphone, ontworpen en op de markt gebracht door Apple. De afkorting SE staat voor Special Edition of Speciale Editie in het Nederlands. Het instapmodel is op 18 maart 2022 geïntroduceerd, gelijktijdig met de iPhone 13.

## Beschrijving
De iPhone SE heeft hetzelfde uiterlijk als de iPhone SE uit 2020, eveneens met een scherm van 12 cm. De iPhone is beschikbaar in drie kleuren: rood, sterrenlicht en middernacht en de opslagcapaciteit van de iPhone SE bleef gelijk met 64, 128 of 256 GB. Het werkgeheugen is verhoogd van 3 naar 4 GB. Doordat de voor- en achterkant zijn gemaakt van glas, ondersteunt de smartphone draadloos opladen. Daarbij werd de capaciteit van de batterij verhoogd van 1821 naar 2018 mAh.
Nieuwe functies ten opzichte van de tweede generatie SE zijn de ondersteuning voor 5G en een A15 Bionic-chip met extra camerafuncties. De A15-chip werd ook geïntegreerd in de iPhone 13.

## Specificaties
| SoC                | Apple A15                                                                                                  |
| Processor          | 3,22 GHz, met 2 performance‑ en 4 efficiency-cores                                                         |
| Geheugen           | 4 GB (LPDDR4 RAM)                                                                                          |
| Capaciteit opslag  | 64, 128 of 256 GB intern, niet uitbreidbare opslag.                                                        |
| Scherm             | Beelddiagonaal van 12 cm (4,7 inch)                                                                        |
| Besturingssysteem  | iOS 15.4 (voorgeïnstalleerd) en nieuwer                                                                    |
| Verbindingen       | Met de computer via een Lightning-dockconnector, wifi, Bluetooth 4.2                                       |
| Netwerken          | GSM, CDMA, 3G, 4G LTE, 5G                                                                                  |
| Batterij           | Oplaadbare lithium-ion-polymeeraccu met een capaciteit van 2018 mAh. Ondersteuning voor draadloos opladen. |
| Camera             | Achterkant 12 megapixel, voorkant 7 megapixel.                                                             |
| Kleur              | Product Red, sterrenlicht, middernacht                                                                     |
| Grootte            | 138,4 x 67,3 x 7,3 mm                                                                                      |
| Gewicht            | 144 gram                                                                                                   |
| Bestendigheidsnorm | IP67 (stof en waterdicht)                                                                                  |